# The Orioles
The Orioles — американская вокальная группа 1940-х — 1950-х годов, которую часто называют «первой [в истории] ритм-н-блюзовой вокальной группой». Была сформирована в родном городе пяти участников оригинального состава — Балтиморе — в 1947 году. Сначала они назвали группу Vibranaires, а потом переименовались в «Иволг» (Orioles) — официальных птиц штата Мэриленд
Как пишет в биографии группы на своём сайте Зал славы рок-н-ролла, «The Orioles выработали базовый шаблон для ду-вопного звучания: бессловесные, мелизматические гармонии, окружающие тенорный вокал Сонни Тила и баритон Джорджа Нельсона».
В конце 1940-х — начале 1950-х годов группа выпустила серию хитов, среди которых три — «It’s Too Soon to Know», «Tell Me So» и «Crying in the Chapel» — достигли первого места в ритм-н-блюзовом чарте «Биллборда».
Группа (в первом составе) была в 1995 году включена в Зал славы рок-н-ролла (в категории «Ранние влияния»). Кроме того, песня «Crying in the Chapel» в исполнении группы The Orioles входит в составленный Залом славы рок-н-ролла список 500 Songs That Shaped Rock and Roll.
В настоящее время также есть группа, которая называется Sonny Til’s Orioles, хотя сам Сонни Тил умер в 1981 году.

## Состав

### Оригинальный состав
- Сонни Тил[англ.] (англ. Sonny Till, наст имя: Earlington Carl Tilghman, 18 августа 1928 — 9 сентября 1981) — вокал (тенор)
- Томми Гейтер (англ. Tommy Gaither, 1930 — 5 ноября 1950, Балтимор) — гитара
- Джордж Нельсон (англ. George Nelson, дата рожд. неизвестна — 1959) — вокал (баритон)[1]
- Джонни Рид  (англ. Johnny Reed, даты рожд. и смерти неизв.) — вокал (бас)
- Александр Шарп (англ. Alexander Sharp, даты рожд. и смерти неизв.) — вокал (высокий тенор)